# 沭河
沭河，古称沭水，俗称茅河，位于中国山东省南部和江苏省北部，源自山东省沂水县北部沂山南麓，南流经莒县、莒南、河東、临沭、郯城，于江苏省新沂和沭阳交界处入新沂河。全长300公里，其中山东境内253公里，江苏境内47公里，流域面积6400平方公里。

## 延伸阅读
[在维基数据编辑]
 《欽定古今圖書集成·方輿彙編·山川典·沭水部》，出自陈梦雷《古今圖書集成》